# アシュリー・オリオン
Ashli Orion（アシュリー・オリオン、1987年6月19日 - ）は、アメリカ合衆国のポルノ女優。カリフォルニア州出身。